# Aysha taeniata
Aysha taeniata là một loài nhện trong họ Anyphaenidae.
Loài này thuộc chi Aysha. Aysha taeniata được Eugen von Keyserling miêu tả năm 1891.